# 小田急70000型電力動車組
小田急70000型電聯車（日语：／ Odakyū 70000-gata densha */?）是小田急電鐵正在运营的特急型（浪漫特快）電聯車。暱稱「GSE（Graceful Super Express）」。
本列车是小田急羅曼史號第四款使用獨立轉向架的列车，同时也是第一款设展望席并采用獨立轉向架的列车。
小田急电铁在进行车辆編组编号时使用「停靠新宿的先頭車辆的车辆编号（新宿方向車号）×辆数」来标记，在具体编组的标记中写作「70051×7」。此外关于在本条目中出现的简称，3000型電聯車为「SE車」，3100型電聯車为「NSE車」，7000型電聯車为「LSE車」，10000型電聯車为「HiSE車」，20000型電聯車为「RSE車」，50000型電聯車为「VSE車」，60000型電聯車为「MSE車」，本型号70000型電聯車为「GSE車」。驶入箱根登山铁道箱根湯本站的特急列車则简称为「箱根特急」，当前往小田原方向时，右侧标记为「山侧」，左侧则标记为「海侧」。

## 登场经历
本列车是用于取代在1980年（昭和55年）投入服务37年的特急羅曼史號LSE車。
本列车以「箱根につづく時間（とき）を優雅に走るロマンスカー」（前往箱根的时间是优雅和浪漫的）为概念。
历代小田急浪漫特快中的部分车辆设置的展望席，在旅游观光的意识下作为「非日常性」。由于全列车座席以及定员较VSE車相比有所增加，也是为了应对「Homeway号」以及小田急2018年时刻表新增的「Morningway号」的「日常性」通勤特快需求的环境下而登场。
為了對應未來安裝月台幕門，此列車沒有使用浪漫特快一向使用的關節式轉向架，而是使用普通轉向架。
2018年3月3日小田急电铁小田原线代代木上原-登户的四线化工程完工致运输能力上升，于同年3月17日采用新时刻表时正式服役。

## 概要
本车的車体及内装部分由設計過「VSE車」、「MSE車」的岡部憲明擔任。

### 車体
「GSE車」車體為鋁合金双层结构，以提高强度和减轻重量。
车体外观大量采用「朱红」，车顶部分（中间车的空调结构）则采用颜色较深的「波尔多红」，车体两侧为小田急浪漫特快列车的传统色「橙色」作为线条搭配。侧車窗窗高较「VSE車」、「MSE車」的30厘米扩至100厘米。值得一提的是，头车前面的瞭望窗也较「VSE車」扩至约30cm。
在以往小田急浪漫特快部分列车中设有的展望席中，全列会设置11节车厢以及10节车厢的關節式轉向架列车，本车由于考量将来会在站台设置安全门的因素，因此本车和「VSE車」、「MSE車」一样采用20m级别的独立转向架车辆，因此本车长度同采用關節式轉向架编组的列车长度一样，以7节固定编组进行制造。

### 内部
头车和中间车在顶部的设计上亦有所不同，头车在靠近展望席的一边设有16个座位。为体现视觉开放宽敞的感觉，因此头车不设置行李架，中间车则设有行李架。
除第一排的展望座位外，所有座位宽度均为475mm，是小田急电铁特急型电车中最大的。而座椅高度为440mm，比以往的座椅高20mm。为方便站立，座椅之间的间距为983mm，与「MSE車」相同。头车的座椅之间可以放大型的行李箱，座椅下方亦设有空间摆放行李物品。
显示装置包括车内引导显示器（TVOS）和外部引导显示器。前者在车厢两端的隔离玻璃上方设置横幅长19.2英寸的LCD显示屏，采用日文和英文显示列车名及车次、目的地、中途停车站、停车站可换乘线路以及车内设施等。当出现运行故障以及延误时，运行信息和TIOS画面中任意选择表示可能的故障以及延误信息，同时具有显示箱根交通信息的功能。后者，每节车厢侧面的外部引导显示器采用全彩LED屏，提供列车名及车次/目的地信息并交替显示。列车在进站、出站时具备动画效果，并且可以显示BMP格式的图像数据的任意昵称显示。
为了增强车内包括防盗等安全，因此列车在每节车厢安装两个，在两车连接处安装三个监视摄像头。分辨率为640×480，帧数为5fps，录制时间为72小时。可以在运转室和车长室设置的TIOS画面查看实时视频画面。当列车运行中检测到上下车车门时，以及在按下紧急求助按钮时，TIOS将自动显示其该处的实时视频画面。
列车采用了高音质的立体声的车内广播装置，外部语音输入功能设于乘务员室。另外，音频设备支持语音输出，自动报站在TIOS上，不仅可以提供自动BGM广播外，同时也会提供例如始发站、终点站、停车站等相关信息。
以前固定设置的贩卖部逐渐转向灵活且方便的贩售车方式，本列车不再设置车内贩卖部，又因应车内贩售业务的必要性，因此在第4节车厢在往小田原方向的一侧处设有可容纳2台贩售车的贩售准备室。 
车内顶部照明采用颜色温度3000K的LED灯，并采用间接照明设计，另外TIOS具有所行驶中亮度降低，始发站停车中和终点站停车中亮度能取得调光的功能。另外，前部标志灯和后部标志灯也采用LED照明，两者都具有断芯检测功能。 

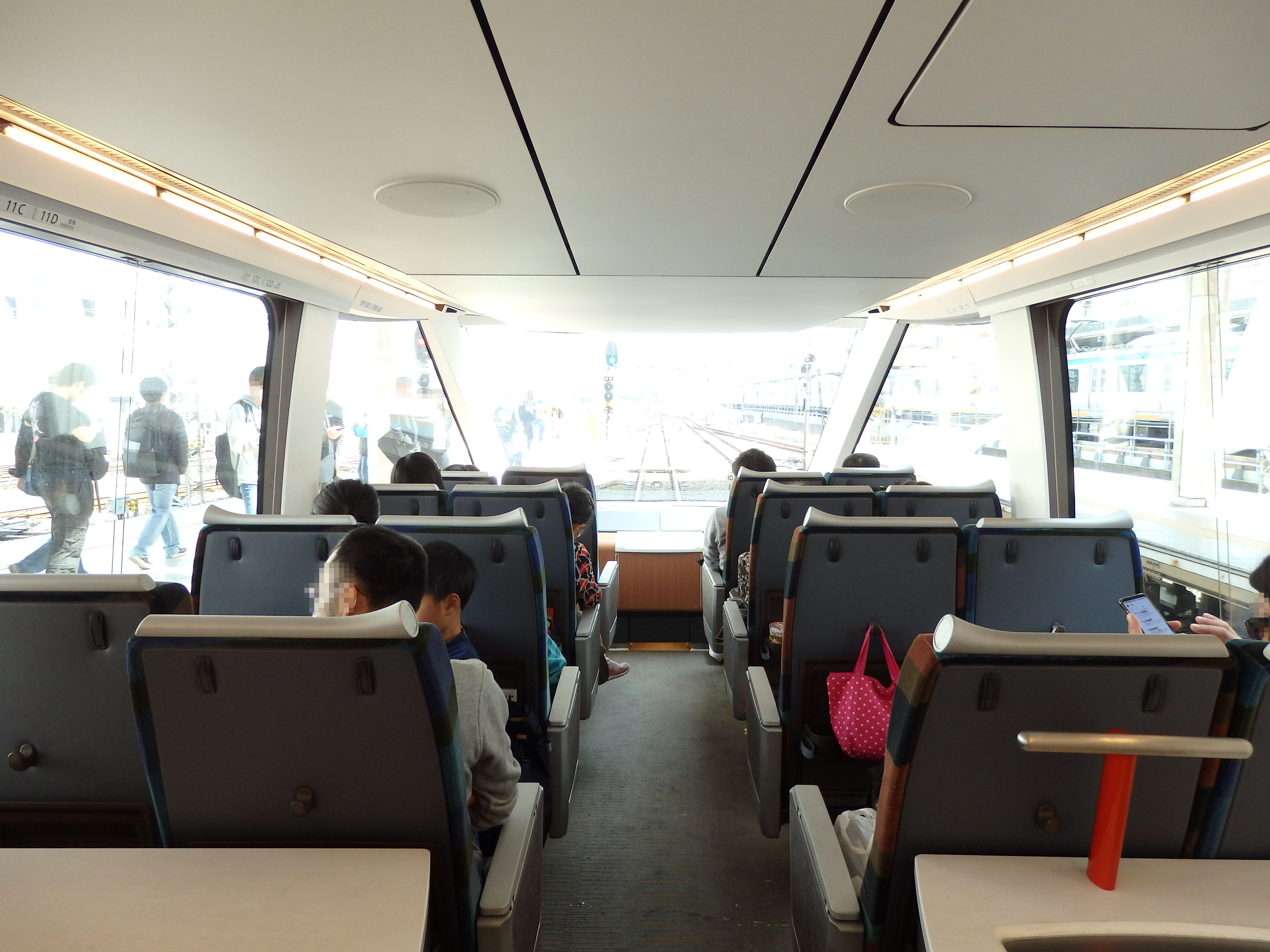
头车展望席
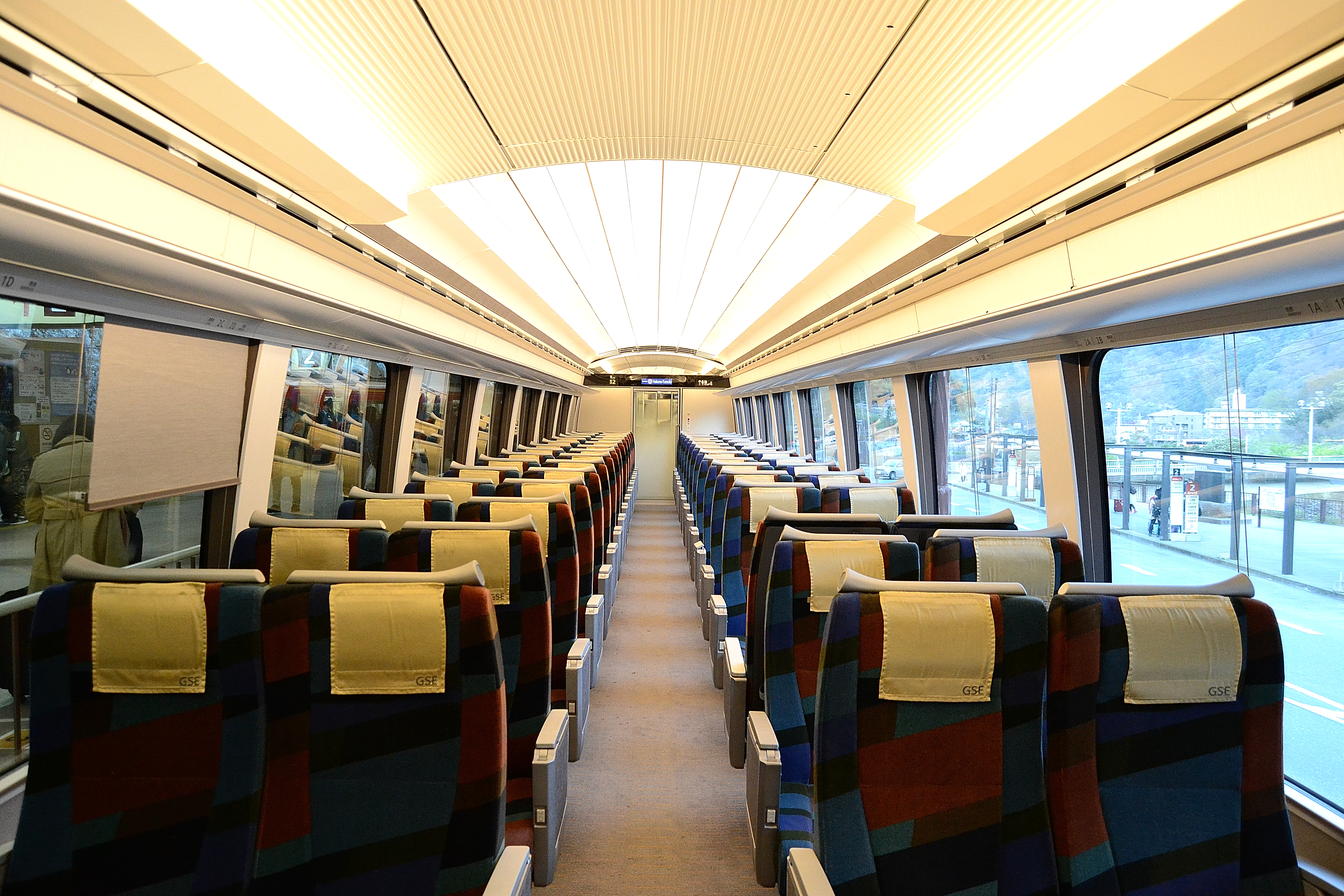
中间车内部
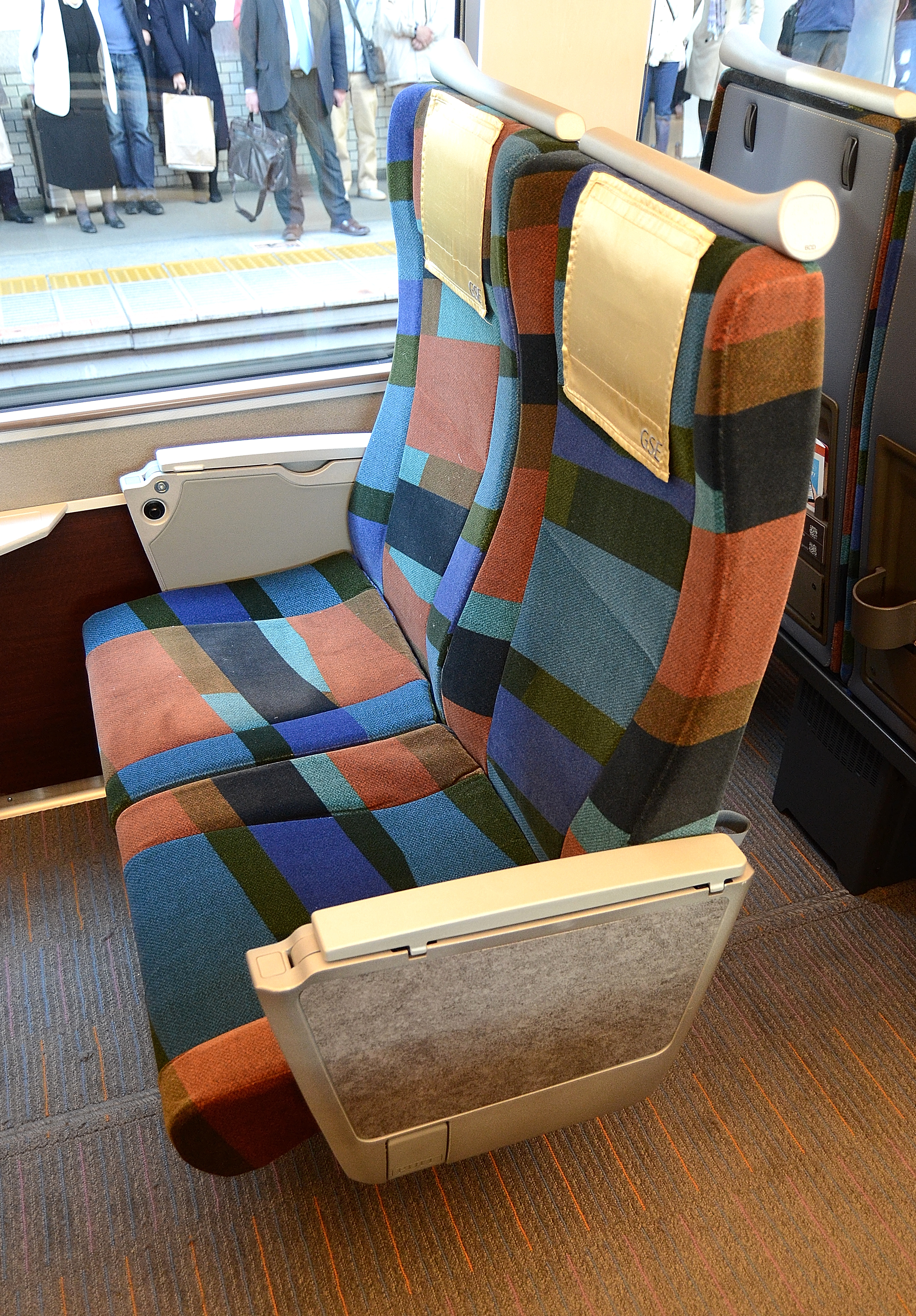
座椅
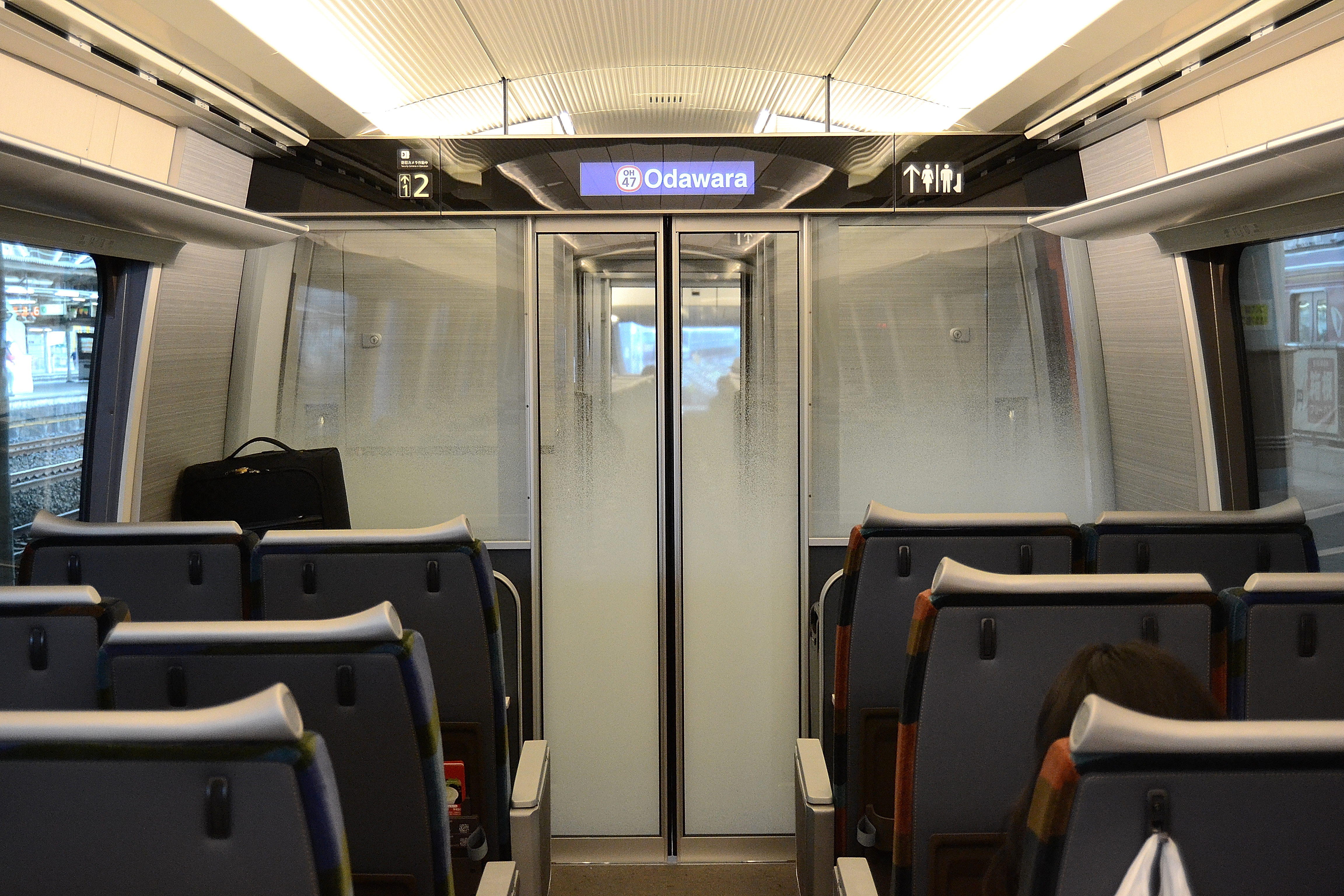
车厢与两车连接处之间的隔离玻璃
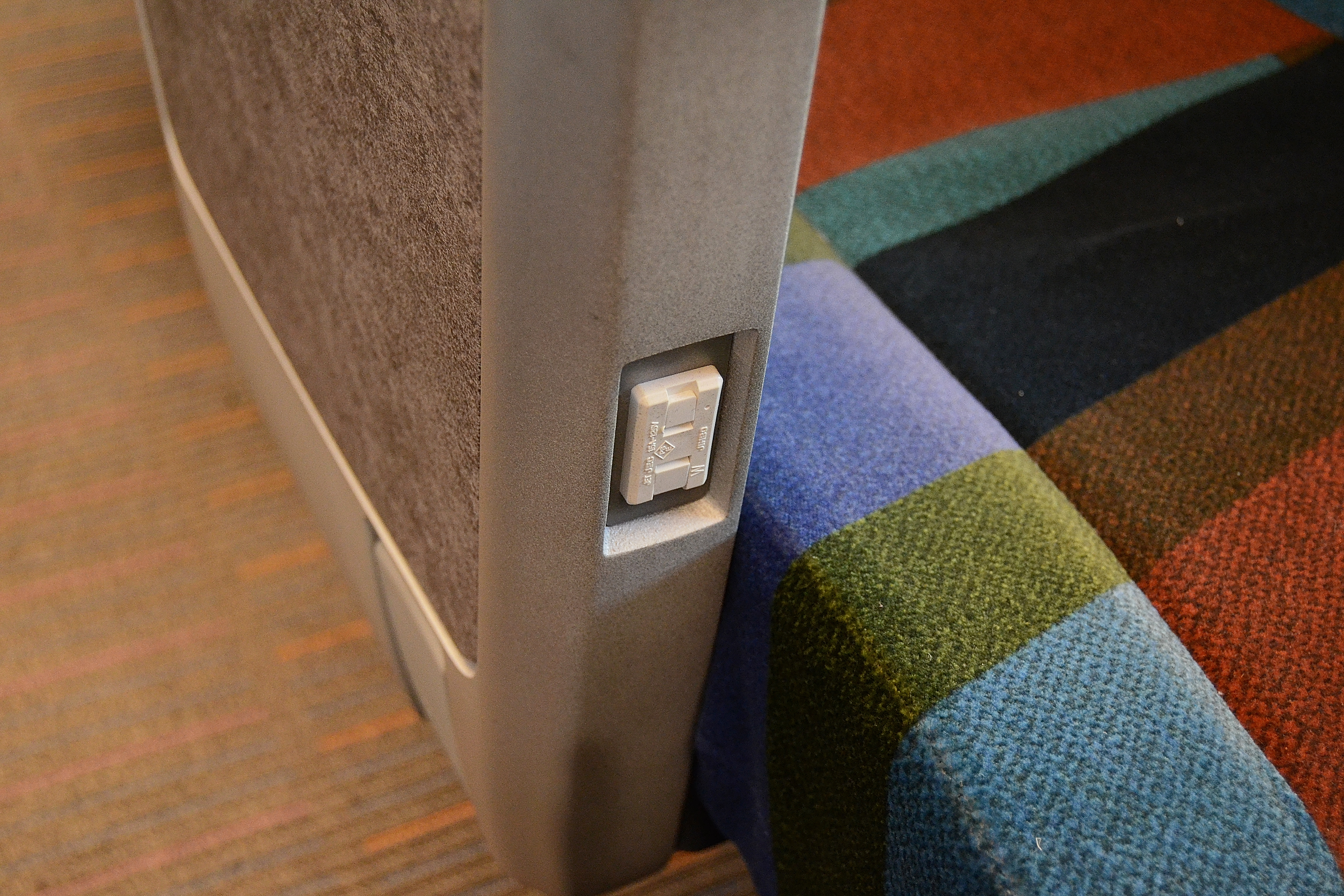
座椅扶手下的AC100V电源插座

## 乘务员室

### 驾驶室

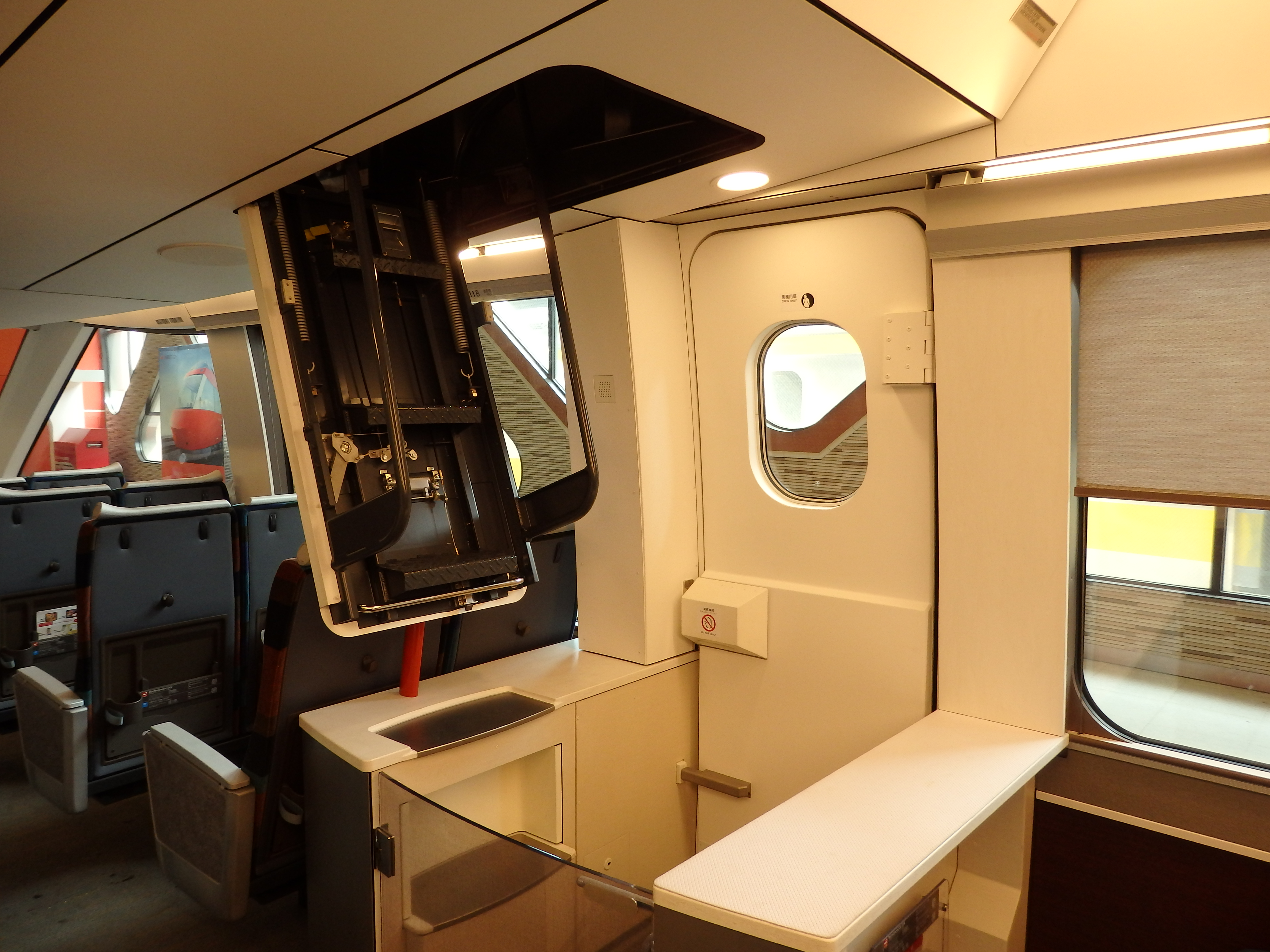
前往驾驶室的升降梯子设于车内右侧

「GSE車」前往驾驶室的升降梯子设于车内右侧，使梯子在打开或关闭状态时不会挡住过道以阻碍乘客通行，并且梯子打开或关闭均为手动操作。另外，为了在打开时进行安全确认，在梯子下方设有监视器以及警报装置。

### 车长室
与「VSE車」一样，「GSE車」在头车连接处一侧设有两个车长室。

## 主要设备
控制裝置采用带SiC器件的VVVF变频器，同时采用密闭式牵引电动机和装载低噪声型的驱动装置、压缩机和空调装置。另外，本车是在在来线量产车中，首次在所有车辆中设有电动液压式主动悬架系统的列车。

## 運用
本列车在平时和假日期间与「VSE車」一起作为「带展望席的浪漫特快」（「展望席のある特急ロマンスカー」）一起共通运用。在本列车开始运营之日起亦同时与「LSE車」共通运用，直至2018年（平成30年）7月10日「LSE車」退役。
本列车不担当东京地下铁千代田線的直通列車以及東海旅客鉄道（JR東海）御殿場線的直通列車。

## 沿革
目前「GSE車」制造了2列共14节车厢，第一编组于2017年（平成29年）12月4日落成。第二编组则于2018年（平成30年）7月11日投入运营。
本列车于2017年12月5日向媒体公开，2018年2月25日进行一般公众试乘会。
在小田急电铁2018年更新时刻表的首日（即3月17日），本列车作为上午9时从新宿始发的“超级箱根9号”开始了正式的载客运营。由于本列车首发受到热烈的欢迎，当日该班次的特快车票在开售后2秒内就宣布售罄。
2018年5月3日至5月5日清晨，运行于新宿至箱根湯本間的临时特快「足柄号」使用。值得一提的是，「足柄号」作为特急车次名称曾在1950年至1999年7月之间使用过。
2018年10月3日获得由日本設計振興會颁发的好設計·最佳100獎。2018年10月31日
获得优秀设计金奖（经济产业大臣奖）。2019年5月23日获得由铁道友之会颁发的第62届蓝丝带奖。